# Mewa reliktowa
Mewa reliktowa (Ichthyaetus relictus) – gatunek dużego wędrownego ptaka wodnego z rodziny mewowatych (Laridae), zamieszkujący środkową i wschodnią Azję. Narażony na wyginięcie.

## Taksonomia
Ptak po raz pierwszy opisany w 1931 przez Einara Lönnberga na podstawie jednego okazu i uznany za podgatunek mewy czarnogłowej (Larus melanocephalus relictus). Po tym jak na początku lat 70. XX wieku odkryto jej stanowiska lęgowe, została uznana za osobny gatunek i tak też jest obecnie powszechnie klasyfikowana. Przez część systematyków gatunek ten umieszczany jest w rodzaju Larus. Nie wyróżnia się podgatunków.

## Morfologia
WyglądW okresie godowym u obu płci ciało białe, głowa i gardło czarne, wierzch ciała i pokrywy skrzydłowe popielate, na końcach skrzydeł czarne plamy. Dziób i nogi ciemnoczerwone. W upierzeniu spoczynkowym głowa bieleje. Osobniki młodociane podobne do dorosłych w szacie spoczynkowej, z ciemnymi cętkami na ciele oraz z czarnym dziobem i nogami.
Wymiary średnie
- długość ciała 39–45 cm[2]
- rozpiętość skrzydeł ok. 115–135 cm
- masa ciała 420–665 g[2]

## Zasięg występowania
Mewa reliktowa zamieszkuje Azję począwszy od wschodniego Kazachstanu i okolic Bajkału po Mongolię i północne Chiny. Zimowy zasięg występowania nie jest dobrze poznany; część populacji zimuje w południowej części Półwyspu Koreańskiego, licznie spotykana nad Zatoką Pohaj (wschodnie Chiny), są też dowody na to, że niektóre osobniki zimują w głębi lądu – w północnej części Wyżyny Tybetańskiej.

## Ekologia i zachowanie
BiotopW sezonie lęgowym słodkie i słone jeziora o płaskich, piaszczystych brzegach i wysepkach. Zimą płaskie, piaszczyste morskie wybrzeża w strefie pływów.
GniazdoGniazduje w ciasnych koloniach liczących 15–2000 par, często z innymi gatunkami mew i rybitw. Na piaszczystym brzegu, zazwyczaj na wyspie. Gniazdo to wydrapane zagłębienie w gruncie otoczone małymi kamieniami, zwykle wyścielone gałązkami, trawą i piórami.
JajaW ciągu roku wyprowadza jeden lęg, składając w maju 2–3 jaja.
Wysiadywanie, pisklętaJaja wysiadywane są przez okres 24–26 dni przez obydwoje rodziców. Pisklęta opanowują zdolność latania w wieku około 40 dni.
PożywienieGłównie małe ryby i bezkręgowce. Czasami zjada małe ptaki i ssaki (np. norniki), sporadycznie także jaja i pisklęta.

## Status i ochrona
W Czerwonej księdze Międzynarodowej Unii Ochrony Przyrody mewa reliktowa od 2000 roku klasyfikowana jest jako gatunek narażony na wyginięcie (VU, Vulnerable); wcześniej, od 1994 roku uznawano ją za gatunek bliski zagrożenia. Szacuje się, że jej liczebność to 10–20 tysięcy dojrzałych osobników. Globalny trend liczebności populacji uznawany jest za spadkowy. BirdLife International wymienia 36 ostoi ptaków IBA, w których ptak ten występuje. Gatunek wymieniony jest w I załączniku konwencji CITES.